# ウーマンズ・ビート ドラマスペシャル〜溺れる人〜
『溺れる人』（おぼれるひと）は、2005年3月1日21:00 - 22:54に、日本テレビ系列で放送されたテレビドラマ。原作者のアルコール依存症との壮絶な闘いの記録に基づいて描いた作品。視聴率20.3%。主演は篠原涼子。
第31回放送文化基金賞テレビドラマ部門優秀賞を受賞、アルコール依存症の主人公を演じた篠原涼子は本作品での演技が高く評価され演技賞を受賞した。

## 概要
原作は、第三回 読売・日本テレビ「ウーマンズ・ビート」大賞 カネボウスペシャル21大賞受賞作で、自身のアルコール依存症との壮絶な闘いの記録を描いた藤﨑麻里著の『溺れる人』。
主人公は、31歳の一児の母。この主人公が、結婚5年目にして、夫の協力のもと、アルコール依存症を克服すべく病と闘う決意する。このドラマは、“人間関係の病”と言われるアルコール依存症と闘う主人公の姿を通して、アルコール依存症の実態、禁断症状の地獄の状況、夫婦とは何か、家族とは何かを描いた作品である。

## あらすじ
麻里（篠原涼子）が高校の2年先輩の誠治（西島秀俊）と結婚したのは、26歳の時。東京の一流大学を卒業し会社員として勤め、ピアノの才能にも恵まれていた麻里は、故郷・長野県松本市に帰り、路線バスの運転手・誠治と結婚。娘にも恵まれ幸せな生活を送っていた。ところが結婚後、誠治は麻里の異常な嗜好が気になりだした。かなりの酒好きだと気付いてはいたが、それが最近、家にあればあるだけ酒を飲み、酔って人格まで変わるようになったのだ。翌日になると、酔いが覚めた麻里は前夜の醜態を誠治に注意されるとしおらしく反省する。しかし、麻里が酒を飲まない日はほとんどなく、トイレや天井裏などに酒を隠して見つからないように飲んだり、ゴミ集積所を漁ったり、万引きしてまで酒を手に入れようとしていく。そうして麻里は、自らの意志で閉鎖病棟に入る決断をする。

## キャスト
水沢 麻里
演 - 篠原涼子
本作の主人公。アルコール依存症という病と闘う主婦。一児の母。
水沢 誠治
演 - 西島秀俊
麻里の夫。路線バスの運転手。悩みながらも麻里がアルコール依存症を克服できるよう協力する。
吉村 加寿子
演 - 室井滋
精神科医。麻里の主治医。
森原主任
演 - 布施博
誠治の先輩。
メンタルクリニック・患者
演 - 泉谷しげる
お酒に溺れ、大切な家族を失ってしまう。
渡会 耕作
演 - 前田吟
麻里の父親。
渡会 文絵
演 - 栗原小巻
麻里の母親。麻里を溺愛し、過剰な期待を懸けて育ててきた。
- 峰竜太
- 芳本美代子
- 阿知波悟美
- 日野陽仁
- 中島唱子
- 矢沢心
- 石井愃一
- でんでん
- 藤田宗久
- 村杉蝉之介
- 宍戸美和公
- 戸田昌宏

## スタッフ
- 原作：藤﨑麻里『溺れる人』（中央公論新社刊）[1][2]
- 脚本：井上由美子
- 演出：雨宮望
- 音楽：糸川玲子
- 主題歌：竹内まりや
- 劇中使用曲：ショパン「別れの曲」
- 取材協力：信田さよ子
- 医事監修：重盛憲司
- 看護指導：森田和子、石田喜代美
- プロデューサー：前田伸一郎、荻野哲弘
- 制作協力：日本テレビエンタープライズ
- 製作著作：日本テレビ

## 受賞
- 第31回放送文化基金賞
  - テレビドラマ部門 優秀賞
  - 演技賞（篠原涼子）
- 第42回ギャラクシー賞
  - テレビ部門 奨励賞（篠原涼子）[3]